# Crédit Agricole Italia
Crédit Agricole Italia, nuova denominazione sociale adottata, a decorrere dal 26 febbraio 2019, dall'assemblea straordinaria di Crédit Agricole Cariparma S.p.A., ex Cassa di Risparmio di Parma e Piacenza S.p.A. (già nota con la denominazione di Cariparma S.p.A.) è un istituto di credito italiano che intraprese l'attività nel 1860 a Parma, dove tuttora ha la sede legale.
È la capogruppo del gruppo bancario Crédit Agricole Italia, a cui fanno capo le controllate  Crédit Agricole Leasing, Crédit Agricole Group Solutions e Crédit Agricole Italia OBG.
Il Gruppo Bancario Crédit Agricole Italia è attualmente il settimo gruppo bancario italiano per masse amministrate, presente in undici regioni con più di 10.000 dipendenti e oltre 2 milioni di clienti.

## Storia

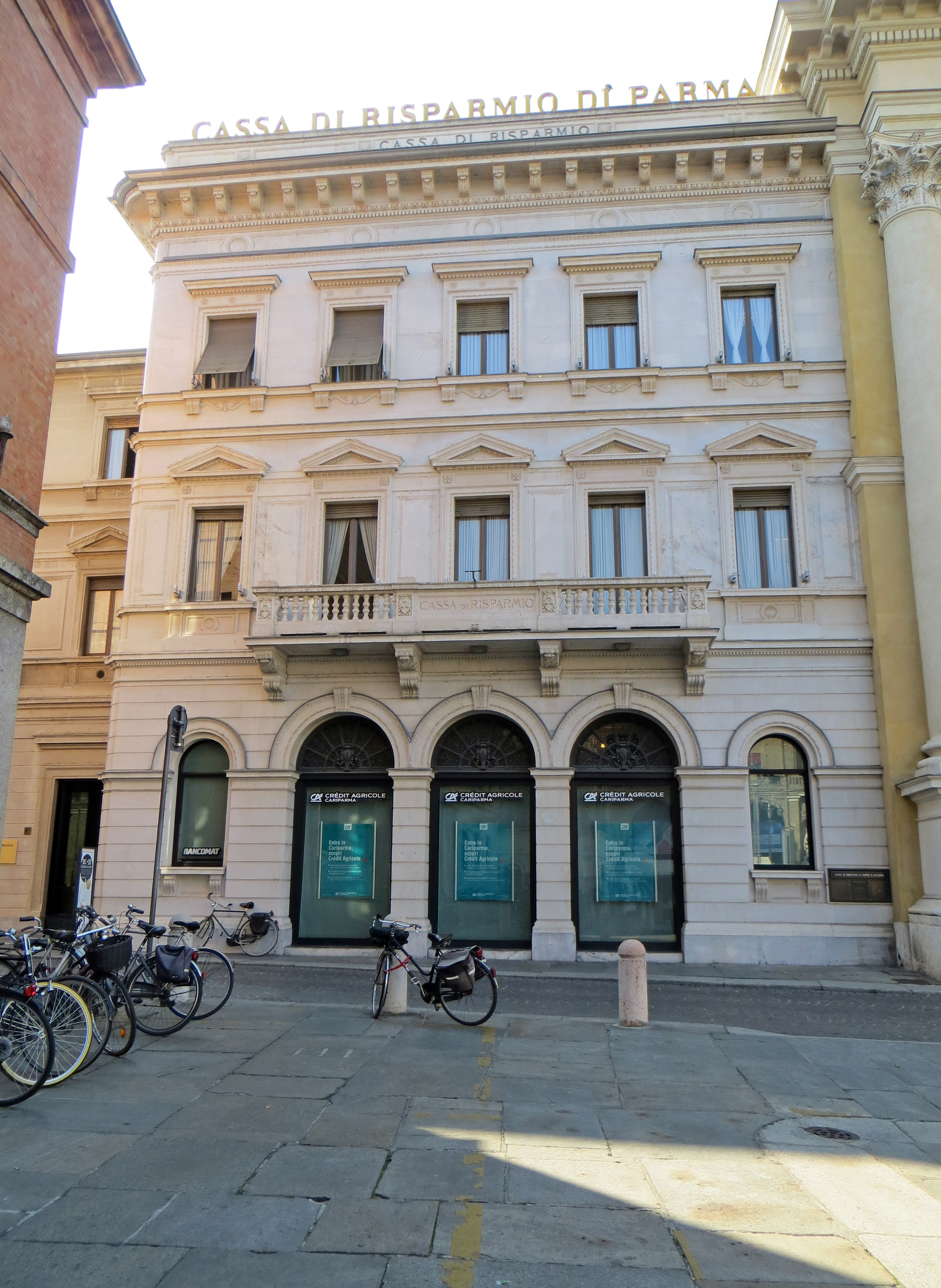
La sede centrale di piazza Garibaldi a Parma

### Le origini
Le origini della banca risalgono all’ultima fase del ducato di Parma e Piacenza. Il progetto di dar vita a una cassa di risparmio, inizialmente voluto dalla duchessa reggente Luisa Maria di Borbone, fu ripreso e portato a termine da Luigi Carlo Farini, divenuto dittatore dell’Emilia, che con decreto del 6 dicembre 1859 fondò la Cassa di Risparmio Parmense.
L’effettiva inaugurazione del’istituto avvenne il 19 agosto 1860. Come previsto dallo Statuto della banca, la carica di Presidente venne ricoperta dall’allora sindaco di Parma, Luigi Sanvitale. Con il progressivo sviluppo della banca, si resero necessari spazi operativi più ampi. Nel 1869 la sede si sposta da palazzo Tarasconi al Palazzo della Cassa di Risparmio di Parma, situato sul lato sud-ovest della piazza centrale di Parma (ora piazza Garibaldi) a fianco della chiesa di San Pietro Apostolo.

### Il Novecento
Nell’agosto 1960 la Cassa di Risparmio di Parma assorbe l’antico Monte di Credito su Pegno di Busseto, assumendo la denominazione di Cassa di Risparmio di Parma e Monte di Credito su Pegno di Busseto S.p.A.
La Banca opera come ente pubblico fino al 1991, quando, in seguito alla riforma del sistema bancario delineata dalla legge Amato, viene scorporata, dando vita alla nuova Cassa di Risparmio in forma di società per azioni ed all’omonima fondazione, che ne deteneva il capitale al 100%.
Negli anni ’90 la banca inizia un processo di espansione attraverso una serie di acquisizioni: nel 1992 incorpora la controllata Banca Emiliana e nello stesso anno approva il progetto di fusione con la Cassa di Risparmio di Piacenza e Vigevano, che porta alla nascita della Cassa di Risparmio di Parma e Piacenza. Nel 1994 la Cassa acquisisce il Credito Commerciale, la Banca Fratelli Ceriana e il Mediocredito Padano.
Nel 2000, con la conclusione del processo di fusione per incorporazione iniziato nel 1998, la Cassa di Risparmio di Parma e Piacenza entra a far parte di Banca Intesa.

### Il passaggio a Crédit Agricole
Nel 2007, in seguito alla fusione con Sanpaolo IMI, Banca Intesa cede per motivi di antitrust il controllo di Cariparma e di FriulAdria a Crédit Agricole, già azionista di Intesa Sanpaolo fin dal 1990. Nasce così il Gruppo Cariparma FriulAdria, di cui Cariparma è capogruppo. Con la successiva acquisizione di 173 sportelli ex Intesa, il Gruppo assume una dimensione nazionale, diventando il nono in Italia per numero di sportelli e masse amministrate. Nel 2009 si aggiunge l’acquisizione dell'85% di Crédit Agricole Leasing Italia (Calit).
Un’ulteriore espansione si ha nel 2010, quando un accordo con Intesa Sanpaolo porta alla cessione al Gruppo Cariparma FriulAdria dell’80% della Cassa di Risparmio della Spezia e di 96 filiali.
Nel 2015 al Gruppo si aggiunge un consorzio industriale, denominato Crédit Agricole Group Solutions, in cui confluiscono le attività relative a operations e information technology del Gruppo. Dall’ottobre 2016, nell’ambito di un progetto di rebranding avviato da Crédit Agricole in Italia, la banca cambia definitivamente nome in Crédit Agricole Cariparma, parallelamente agli altri istituti di credito del Gruppo; viene adottato anche il nuovo logo che allinea l’immagine del Gruppo Italiano a quella del Gruppo francese Crèdit Agricole, di cui è parte. All’interno di questo processo di rebranding, anche il Gruppo assume l’attuale denominazione di Gruppo Bancario Crédit Agricole Italia.
Nel 2017 Crédit Agricole Cariparma estende la propria presenza in Italia rilevando, per 130 milioni di euro, il 95% del capitale di Cassa di Risparmio di Rimini, Cassa di Risparmio di Cesena e Cassa di Risparmio di San Miniato; 
A febbraio del 2018, i quattro Consigli di Amministrazione coinvolti approvano congiuntamente il progetto di fusione per incorporazione delle Casse di Risparmio di Cesena (Caricesena), Rimini (Carim), e di San Miniato (Carismi) nella società controllante Crédit Agricole Cariparma.
Nel 2018 la banca si sposta nella nuova sede italiana del Gruppo, denominata “Green Life”, un centro polifunzionale di 12 000 m² alle porte di Parma.

A novembre dello stesso anno è stato diffuso il comunicato stampa relativo al progetto di incorporazione di Crédit Agricole Carispezia, confermato da vari rumor nella stampa secondo i quali a febbraio del 2019 Crédit Agricole Italia avrebbe acquisito la partecipazione azionaria residua della Fondazione Carispezia nell'istituto di credito omonimo.
Il 21 luglio 2019 Crédit Agricole Carispezia è fuso per incorporazione in Crédit Agricole Italia.
Nel 2021 acquista il Credito Valtellinese a seguito di OPA annunciata il 23 novembre 2020. 

## Sede e filiali

### Dati societari
- Ragione sociale: Crédit Agricole Italia S.p.A.
- Sede legale: Via Università, 1 - 43121 Parma
- Partita IVA: 02886650346
- Codice fiscale e numero iscrizione Registro Imprese di Parma: 02113530345
- Capitale sociale: 979.235.705,00 di €

## Consiglio di amministrazione
- Presidente: Gianpiero Maioli
- Vicepresidente: Xavier Musca
- Vicepresidente: Annalisa Sassi
- AD e Chief Executive Officer: Giampiero Maioli
- Consigliere: Evelina Christillin
- Consigliere: François Edouard Drion
- Consigliere: Jacques Ducerf
- Consigliere: Daniel Epron
- Consigliere: Anna Maria Fellegara
- Consigliere: Lamberto Frescobaldi
- Consigliere: Nicolas Langevin
- Consigliere: Paolo Maggioli
- Consigliere: Michel Mathieu
- Consigliere: Thierry Pomaret
- Consigliere: Andrea Pontremoli[31]

## Azionisti
- Crédit Agricole S.A. - 85,60%[32]
- Fondazione Cariparma - 11,86%
- Sacam International S.a.s., espressione delle Caisses Regionales Crédit Agricole - 9,33%
- Fondazione di Piacenza e Vigevano - 1,12%
- Fondazione Carispezia - 1,96%
- Terzi - 0,12%[33]

## Partecipazioni di Crédit Agricole Italia
- Crédit Agricole Leasing - 85,00%
- Crédit Agricole Group Solutions S.C.p.A. - 86,60%
- Crédit Agricole Real Estate Italia S.r.l. - 100%
- Fiere di Parma S.p.A. – 26,42%[34]
- Crédit Agricole Italia OBG S.r.l. - 60%
- Banca d'Italia – 2,69%[35]
- Sliders S.r.l.  - 100%
- Mondo Mutui Cariparma S.r.l. - 19%
- Agricola Le Cicogne S.r.l. - 50,01%
- San Piero Immobiliare S.r.l. - 100%
- San Giorgio Immobiliare S.r.l. - 100%
- Sliders S.r.l. - 100%
- Cassa di Risparmio di Volterra S.p.A. - 20%
- Le Village by CA Milano S.r.l. - 38,91%

## Dati finanziari
| Anno | Ricavi | Costi | Utile | Patrimonio |
| ---- | ------ | ----- | ----- | ---------- |
| 2020 | 1.893  | 1.239 | 206   | 6.350      |
| 2019 | 1.952  | 1.235 | 314   | 6.443      |
| 2018 | 1.937  | 1.273 | 273   | 6.193      |
| 2017 | 1.711  | 1.045 | 690   | 6.114      |
| 2016 | 1.712  | 1.060 | 208   | 5.081      |
| 2015 | 1.772  | 1.007 | 220   | 4.923      |
| 2014 | 1.728  | 957   | 160   | 4.768      |
| 2013 | 1.736  | 983   | 150   | 4.598      |
| 2012 | 1.702  | 1.156 | 160   | 4.383      |
| 2011 | 1.656  | 1.034 | 200   | 4.095      |
| 2010 | 1.495  | 857   | 240   | 3.880      |
| 2009 | 1.493  | 849   | 305   | 3.717      |
| 2008 | 1.536  | 882   | 294   | 3.645      |

Nel settembre 2022 Moody's ha rilasciato un rating di BAA1 con outlook negativo, il più elevato del sistema bancario italiano.